# Lahu
Lahu (拉祜族, pinyin: Lāhùzú) er et af de 55 offentlig anerkendte minoritetsfolk i Folkerepublikken Kina. Ifølge folketællingen i 2000 var det 453.705 af dem i Kina, de fleste i provinsen Yunnan. En del er udvandret og det anslås at 150.000 lever i Burma. I Thailand, er Lahu en af de seks bjergstammer, med en population på omkring 100.000 mennesker. Omkring 10.000 lever i Laos, og de er blandt de 54 etniske grupper i Vietnam, hvor der lever omkring 1.500 Lai Chau provinsen.